# Xerospermophilus tereticaudus
Xerospermophilus tereticaudus е вид бозайник от семейство Катерицови (Sciuridae).

## Разпространение
Видът е разпространен в пустинята на югозападните Съединени щати и северозападно Мексико.